# Hug III d'Arborea
Hug III d'Arborea fou fill de Marià IV d'Arborea, a qui va succeir el 1376 com a jutge d'Arborea i comte del Goceà.
Malgrat l'ascendència catalana de la seva mare Timbor de Rocabertí, Hug va continuar la política iniciada pel seu pare d'oposar-se al domini de la Corona d'Aragó sobre Sardenya.
El 1363 es va casar amb una filla de Joan III de Vico senyor de Viterbo, la qual va morir el 1369. Van tenir una filla de nom Benedetta.
De maneres enèrgiques, es va enemistar amb la noblesa de l'illa, la qual va aconseguir convèncer el poble d'iniciar una rebel·lió. El 3 de març de 1383 Hug III va morir assassinat a Oristany en una revolta popular juntament amb la seva única filla i successora de dinou anys Benedetta, revolta que va proclamar la República. Cal dir que el dret al sobiranicidi estava reconegut a la llei d'Arborea.
La successió va recaure a la seva germana Elionor d'Arborea, la qual va aconseguir apaivagar la rebel·lió. Com que estava casada amb Brancaleone Dòria a partir de llavors, es va extingir la dinastia catalana dels Cervera, que havia aconseguit el Jutjat d'Arborea el 1192, substituïda pel llinatge dels Dòria.